# Asociación Nacional Republicana en el Exilio y la Resistencia
La Asociación Nacional Republicana en el Exilio y la Resistencia (ANRER) fue un partido político paraguayo fundado en 1973, en el exilio, cuando su líder, Epifanio Méndez Fleitas, decidió abandonar el opositor Movimiento Popular Colorado, por diferencias en las cuestiones metodólogicas en la lucha contra la dictadura de Alfredo Stroessner.
La ANRER se reclamaba como la auténtica representante del coloradismo en el Paraguay, y acusaba a Stroessner de haber pervertido la ANR original.
La ANRER se mantuvo siempre en el exilio, defendiendo a un coloradismo más progresista que el auténtico conservador, y nunca contó con una fuerza real. Cuando Méndez Fleitas murió, en 1985 en Buenos Aires, la ANRER se diluyó.